# La Chapelle-Saint-Martial
La Chapelle-Saint-Martial är en kommun i departementet Creuse i regionen Nouvelle-Aquitaine i de centrala delarna av Frankrike. Kommunen ligger i kantonen Pontarion som tillhör arrondissementet Guéret. År 2022 hade La Chapelle-Saint-Martial 77 invånare.

## Befolkningsutveckling
Antalet invånare i kommunen La Chapelle-Saint-Martial
Referens:INSEE